# Bataille de Baguio (1945)
Seconde Guerre mondiale
Batailles
Campagne des Philippines
- Formose
- Leyte
- Golfe de Leyte
- Baie d'Ormoc
- Mindoro
- Maguindanao
- Golfe de Lingayen
- Luçon
- Col de Bessang
- Raid de Cabanatuan
- Bataan (1945)
- Manille (1945)
- Corregidor (1945)
- Baguio (1945)
- Raid de Los Baños
- Visayas
- Palawan
- Mindanao
- Jolo
- Davao
- Raid en mer de Chine méridionale

La bataille de Baguio (philippin : Labanan sa Baguio ; Ilocano : Gubat ti Baguio) a eu lieu entre le 21 février et le 26 avril 1945 et faisait partie de la grande campagne de Luçon lors de la libération alliée des Philippines à la fin de la Seconde Guerre mondiale.  Au cours de la bataille, les forces américaines et philippines reprennent la ville de Baguio sur l'île de Luçon face à la force d'occupation japonaise. L'un des derniers combats de chars de la campagne des Philippines a lieu pendant la bataille. Baguio devint plus tard le théâtre de la capitulation finale des forces japonaises aux Philippines en septembre 1945.

## Contexte
Avant la Seconde Guerre mondiale, Baguio était la capitale d'été du Commonwealth des Philippines, ainsi que le siège de l'académie militaire des Philippines. En 1939, la ville compte 24 000 habitants, dont la plupart sont des Philippins, ainsi que d'autres nationalités, dont environ 500 Japonais. À la suite de l'invasion japonaise des Philippines en 1941, les Japonais utilisent le camp John Hay, une installation américaine à Baguio, comme base militaire. En octobre 1944, des soldats américains débarquent à Leyte, marquant le début de la libération des Philippines.
Le général Tomoyuki Yamashita, commandant de la quatorzième armée de zone japonaise, transfère son quartier général à Baguio en décembre 1944, prévoyant de mener une action dilatoire contre les Américains pour donner le temps au Japon de se défendre. Début janvier 1945, les forces américaines débarquent dans le golfe de Lingayen. Par la suite, la sixième armée américaine mène deux campagnes, l'une contre les forces japonaises à l'est de Manille et la seconde contre les forces de Yamashita dans le Nord de Luçon.

## Campagne
Entre fin février et début avril 1945, les forces alliées, composées principalement de la 33e division d'infanterie de l'armée américaine, avec l'aide des régiments de la guérilla philippine, avancent vers Baguio. Fin mars, la ville est à portée de l'artillerie américaine. Le président José P. Laurel de la Deuxième république philippine collaborationniste, s'étant déplacé de Manille à Baguio en décembre 1944, quitte Baguio le 22 mars, atteignant Taiwan le 30 mars; le reste du gouvernement de la Deuxième république, ainsi que les civils japonais, reçoivent l'ordre d'évacuer la ville le 30 mars. Yamashita et son équipe déménagent à Bambang,. Une offensive majeure pour capturer Baguio n'a lieu qu'à la mi-avril, lorsque la 37e division d'infanterie est libérée de la garnison de Manille pour lancer un assaut à deux divisions sur Baguio depuis l'ouest et le sud. 
Au cours de la poussée des Alliés vers Baguio depuis l'ouest, une bataille de six jours a lieu dans les gorges d'Irisan et la rivière Irisan à proximité. Cette bataille implique l'un des derniers engagements entre chars de la campagne des Philippines, opposant des Sherman M4 de la compagnie B du 775e bataillon de chars de l'armée américaine aux Type 97 de la 5e compagnie de chars du 10e régiment de l'armée impériale japonaise.
À la mi-avril, 7 000 civils, dont des ressortissants étrangers, quittent Baguio pour rejoindre les lignes américaines . Parmi eux se trouvent cinq membres du cabinet de la Seconde République ; le général de brigade Manuel Roxas est « libéré », les quatre autres sont capturés en tant que collaborateurs. Le 22 avril, le général de division Noakata Utsunomiya, qui avait été laissé à la tête de la défense de Baguio par Yamashita, ordonne un retrait de Baguio. Le 24 avril, les premières forces alliées – une patrouille du 129e régiment d'infanterie – entrent dans la ville.

## Conséquences
Yamashita, disposant de 50 500 hommes du groupe Shobu, résiste à l'avancée américaine dans le nord de Luzon jusqu'au 15 août 1945,. Le 3 septembre 1945, un jour après la capitulation officielle japonaise dans la baie de Tokyo, Yamashita annonce la reddition officielle des forces japonaises aux Philippines lors d'une cérémonie à la résidence américaine du camp John Hay en présence des lieutenants-généraux Arthur Percival et Jonathan Wainwright.